# HD248855
HD248855 є хімічно пекулярною зорею спектрального класу
A2 й має видиму зоряну величину в смузі V приблизно 10,0.